# Eugenie Fuchs

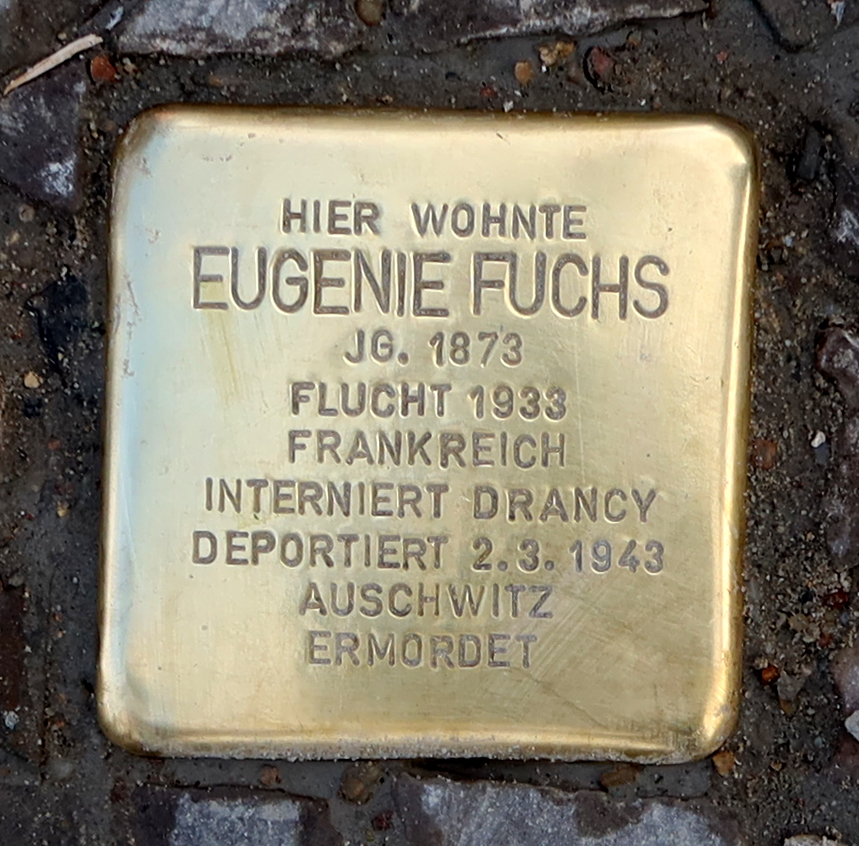
Stolperstein für Eugenie Fuchs in Berlin, Nettelbeckstraße 23 (heute An der Urania 7)

Eugenie Fuchs (geboren am 25. Juni 1873 in Berlin; gestorben 1943 im KZ Auschwitz) war eine deutsche Malerin. Als Jüdin wurde sie ein Opfer der Shoa. Bis auf wenige Bilder in Privatbesitz und zwei in Berliner Sammlungen gilt ihr Werk als verschollen.

## Leben
Eugenie Fuchs wurde als jüngstes von fünf Kindern einer wohlhabenden jüdischen Familie in Berlin geboren. Ihre Mutter war Mathilde Fuchs, geborene Levy (1840–1927). Ihr Vater war der Bankier Hugo Hirsch Fuchs (1833–1893). Eugenie hatte vier ältere Brüder: Alfred, Richard, Georg und Victor Fuchs. Sie war Schülerin bei Franz Skarbina, Walter Leistikow und Lovis Corinth. Studienreisen führten sie nach Paris. Das früheste bekannte Bild malte sie 27-jährig im Jahr 1900. Es handelte sich um eine Landschaftsdarstellung. In ihrem weiteren Schaffen widmete sie sich außer Landschaften auch Blumenstillleben, Genredarstellungen und Porträts. Um 1906 hielt sie sich in der Künstlerkolonie Dachau auf. Zwei der dort entstandenen Bilder sind erhalten. In jener Zeit zeigte sie ihre Bilder auf Ausstellungen der Kunstvereine in Hof und Ulm.
Eugenie Fuchs wohnte ab 1916 in der Nettelbeckstraße 23 in Schöneberg. 1920/21 wird im Adressbuch noch eine Zweitwohnung in der Lessingstraße 54 erwähnt.
Nach dem Ersten Weltkrieg war sie zunehmend auf den großen Kunstausstellungen in Berlin vertreten, so auf der Großen Berliner Kunstausstellung, auf der Juryfreien Kunstschau oder auf den Ausstellungen der Berliner Secession. Auch die zahlreichen Ausstellungen des Lyceum-Clubs Berlin und des „Vereins der Künstlerinnen zu Berlin“, in dem sie Mitglied war, nutzte sie, um ihre Bilder zu zeigen. 1927 erwarb die Stadt Berlin auf der Herbstausstellung des „Vereins der Künstlerinnen zu Berlin“ ein Gemälde von Eugenie Fuchs: Lessingstraße im Schnee. Das Werk gilt als verschollen. Das letzte Mal nahm sie 1933 an einer Kunstausstellung in Deutschland teil.
Nach der Machtergreifung der Nationalsozialisten emigrierte sie 1933 nach Paris. Dort suchte sie Anschluss zu anderen Künstlern und stellte im selben Jahr auf dem Pariser Herbstsalon ihre Kunst in einem eigens eingerichteten Saal aus, der jüdischen Emigranten aus Deutschland vorbehalten war. In weiteren Gruppenausstellungen zeigte sie ihre Gemälde zusammen mit Käthe Münzer-Neumann, Eugen Spiro, Victor Tischler u. a. Sie war Mitglied im 1937 gegründeten „Freien Künstlerbund“. 
1941 wurde ihr die deutsche Staatsbürgerschaft entzogen und ihr gesamtes Vermögen dem Deutschen Reich zugeschlagen. Im deutsch besetzten Frankreich wurde Eugenie Fuchs am 11. Februar 1943 im Alter von 69 Jahren zunächst im Sammellager Drancy interniert und am 2. März 1943 nach Auschwitz deportiert. Ihr Name auf der Transportliste ist das letzte Lebenszeichen.

## Gedenken
Seit 2023 erinnert ein Stolperstein an Eugenie Fuchs. Er liegt an ihrer ehemaligen Wohnadresse Nettelbeckstraße 23 (heute An der Urania 7) in Berlin.

## Werke
71 Werke sind namentlich bekannt. Von nur 12 Bildern konnte die Existenz nachgewiesen werden. Der Verbleib des größten Teils ihres Werkes ist ungewiss.

## Ausstellungen (Auswahl)
- 1899: Ausstellung einer Vereinigung von Künstlerinnen, Berlin, Schadowstraße 10/11, erste bekannte Ausstellung
- 1919: Große Berliner Kunstausstellung, erste bekannte Beteiligung an dieser Kunstschau
- 1920/21: 39. Ausstellung der Berliner Secession
- 1927: Herbstausstellung des Vereins der Künstlerinnen zu Berlin (Ankauf eines Gemäldes durch die Stadt Berlin)
- 1933: Salon d’Automne Paris
- 1938: Ausstellung des Freien Künstlerbundes, Paris